# Волунтари
Волунтари (рум. Voluntari) град је у Румунији. Она се налази у јужном делу земље, у историјској покрајини Влашка. Волунтари је највећи град, али не и управно средиште округа Илфов, који окружује главни град Букурешт.
Волунтари је по последњем попису из 2002. године имао 30.016 становника.

## Географија
Град Волунтари налази се у средишњем делу историјске покрајине Влашке, у оквиру уже области Мунтеније. Град се налази око 10 km североисточно од Букурешта и, заправо, представља продужетак изграђене градске целине Букурешта преко његове североисточне управне границе. Стога Волунтари спада у граду најближа предграђа.

## Становништво
Матични Румуни чине већину градског становништва Волунтарија, а од мањина присутни су једино Роми. Град је једно од најбрже растућих места у целој земљи захваљујући близини главног града и развију „мале привреде“. Такође, Волунтари се сматра и највећим предграђем Букурешта.
| 2011.  |
| ------ |
| 42.944 |